# Вюррих
Вюррих (нем. Würrich) — община в Германии, в земле Рейнланд-Пфальц. 
Входит в состав района Рейн-Хунсрюк. Подчиняется управлению Кирхберг (Хунсрюк).  Население составляет 156 человек (на 31 декабря 2010 года). Занимает площадь 4,33 км².

## Фотографии

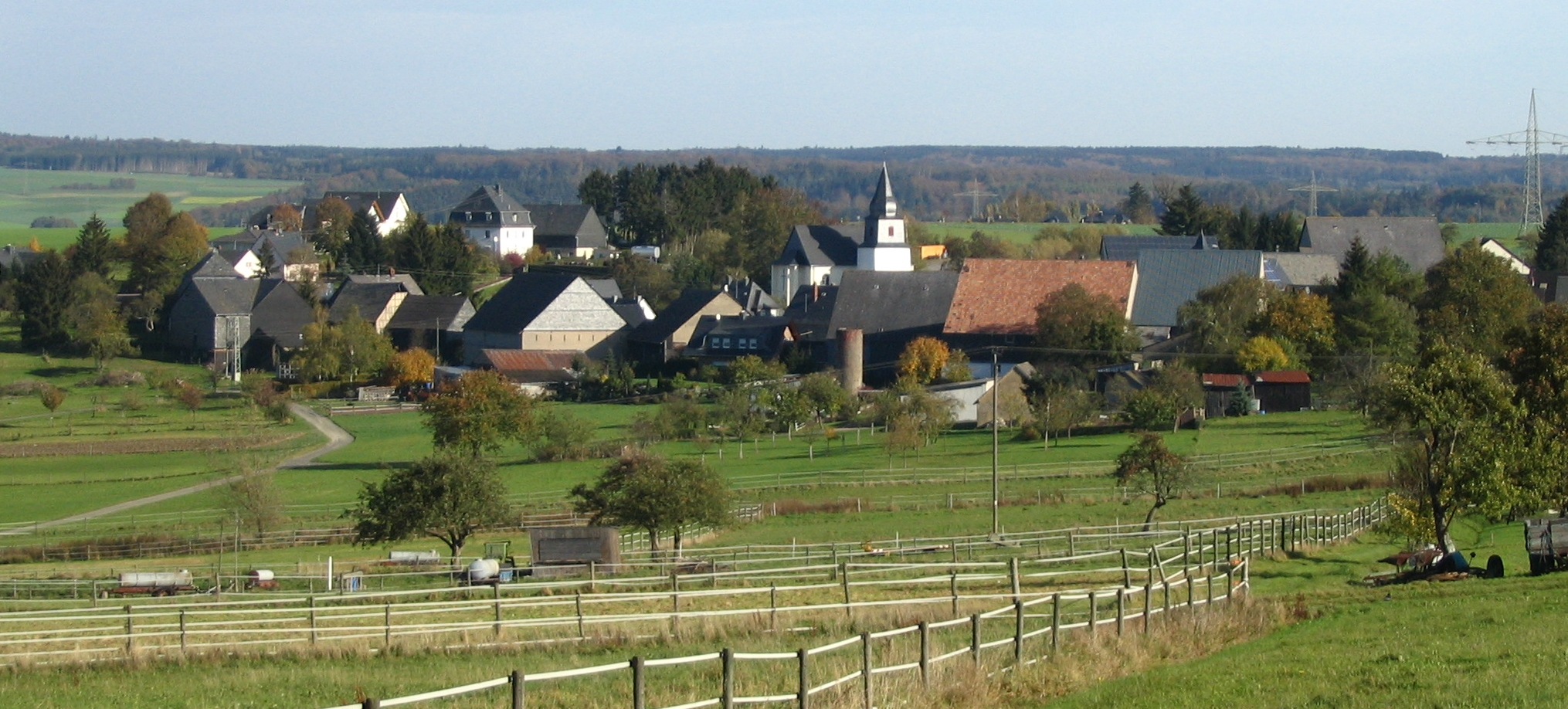
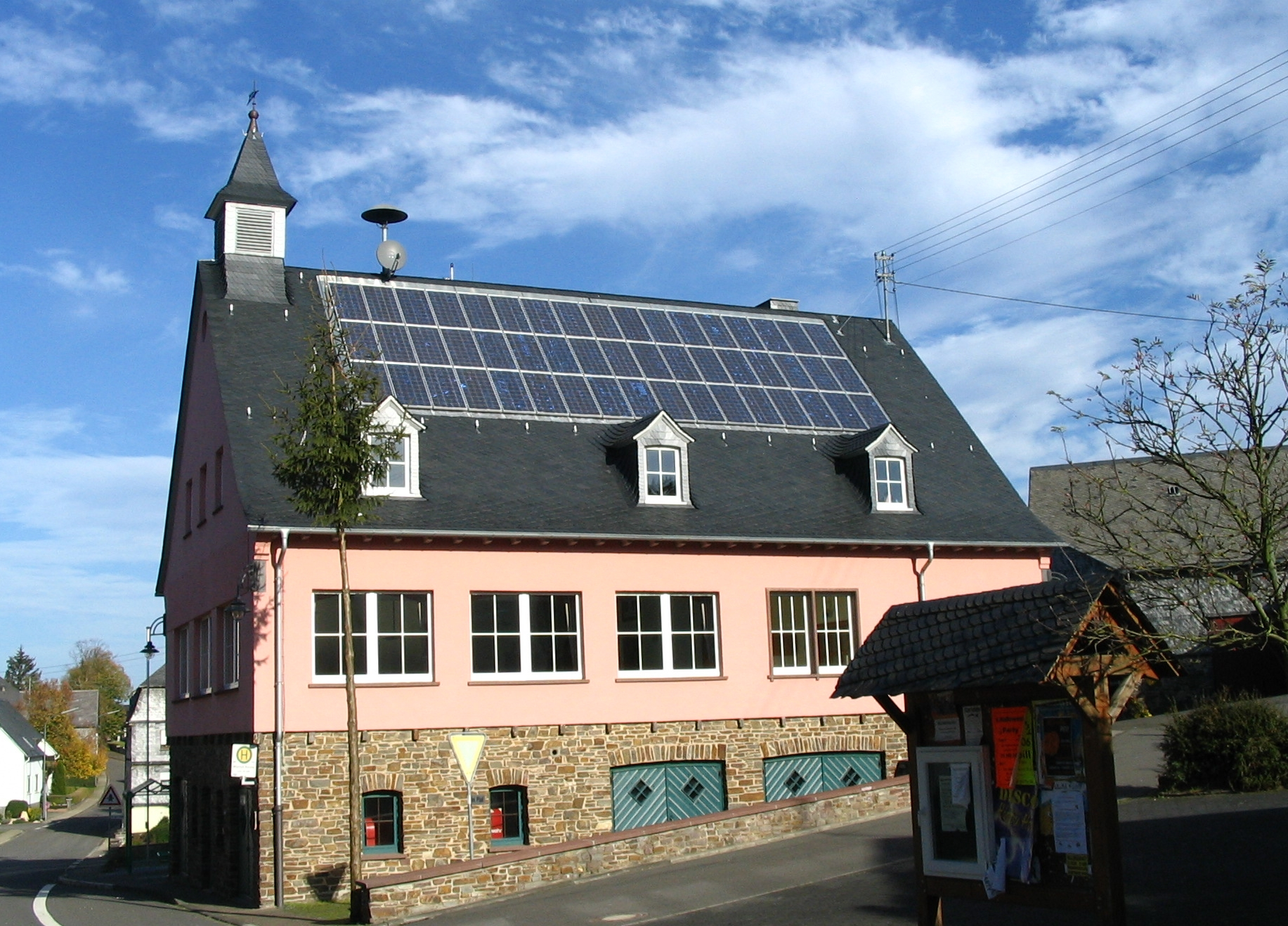
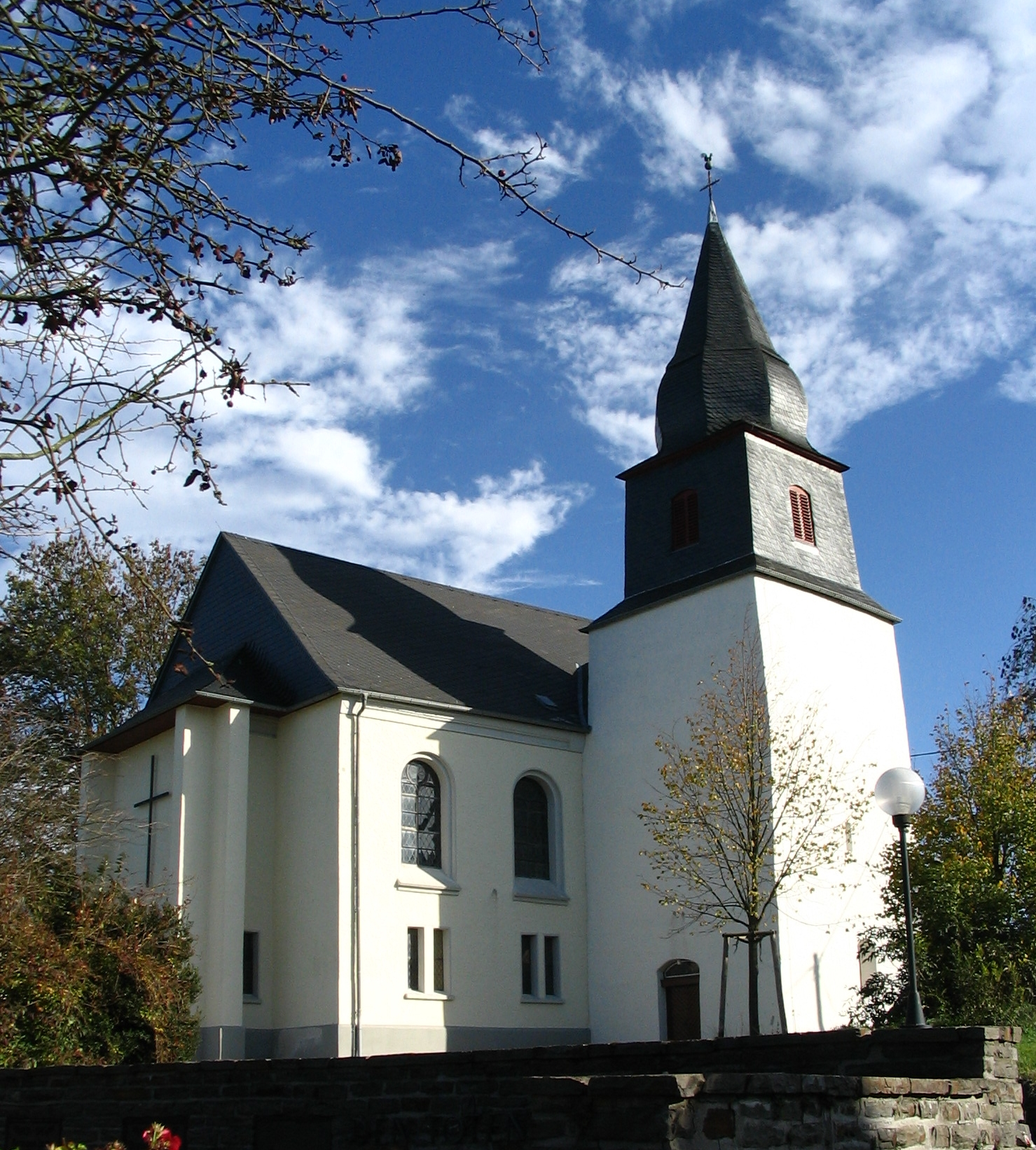
Церковь